# Відкритий чемпіонат Австралії з тенісу 1997
Відкритий чемпіонат Австралії з тенісу 1997 — тенісний турнір, що проходив між 13 січня та 26 січня 1997 року на кортах Мельбурн-Парку в Мельбурні, Австралія. Це — 86-й чемпіонат Австралії з тенісу і перший турнір Великого шолома в 1997 році. Турнір входив до програм ATP та WTA турів.

## Огляд подій
Чемпіон минулого року Борис Бекер програв у першому колі Карлосу Мойї, який дойшов до фіналу, де поступився Піту Сампрасу. Для Сампраса це був 9-й титул Великого шолома, чемпіонат Австралії він виграв удруге й востаннє. 
У жінок перемогла шістнадцятирічна Мартіна Хінгіс. Вона стала першим представником Швейцарії, не тільки серед жінок, а й серед чоловіків, який зумів виграти одиночний титул Великого шолома. Минулорічна чемпіонка Моніка Селеш у цьому турнірі не грала. 
Хінгіс виграла також парні жіночі змагання, граючи з Наташею Зверєвою. Для неї це був третій парний титул Великого шолома і другий в Австралії. Наташа Зверєва виграла свій 18-й титул Великого шолома, 5-й в Австралії.
У чоловіків парні змагання виграли Вудіз. Для Вудбріджа це був 13-й парний титул Великого шолома й 3-й в Австралії, для Вудфорда ці числа на одиницю більші. 
У міксті перемогли Боллеграф та Ліч. Для Боллеграф ця перемога була 3-ю в мейджорах, але чемпіонкою Австралії вона стала вперше. Ліч виграв 7-й мейджор і 4-й австралійський титул.

## Результати фінальних матчів

### Дорослі
| Одиночний розряд. Чоловіки    |                                    |                    |
| Піт Сампрас                   | Карлос Моя                         | 6–2, 6–3, 6–3      |
|                               |                                    |                    |
| Одиночний розряд. Жінки       |                                    |                    |
| Мартіна Хінгіс                | Марі П'єрс                         | 6–2, 6–2           |
|                               |                                    |                    |
| Парний розряд. Чоловіки       |                                    |                    |
| Тодд Вудбрідж Марк Вудфорд    | Себастьян Ларо Алекс О'Браєн       | 4–6, 7–5, 7–5, 6–3 |
|                               |                                    |                    |
| Парний розряд. Жінки          |                                    |                    |
| Мартіна Хінгіс Наташа Звєрєва | Ліндсі Девенпорт Ліза Реймонд      | 6–2, 6–2           |
|                               |                                    |                    |
| Мікст                         |                                    |                    |
| Манон Боллеграф Рік Ліч       | Лариса Нейланд Джон-Лаффні де Ягер | 6–3, 6–7(5–7), 7–5 |
|                               |                                    |                    |

### Юніори
| Одиночний розряд. Хлопці   |                                       |          |
| Даніель Елснер             | Веслі Вайтгаус                        | 7–6, 6–2 |
|                            |                                       |          |
| Одиночний розряд. Дівчата  |                                       |          |
| Мір'яна Лучич              | Марлін Вейгертнер                     | 6–2, 6–2 |
|                            |                                       |          |
| Парний розряд. Хлопці      |                                       |          |
| Девід Шервуд Джймс Тротмен | Яко ван дер Вестгойзен Веслі Вайтгаус | 7–6, 6–3 |
|                            |                                       |          |
| Парний розряд. Дівчата     |                                       |          |
| Мір'яна Лучич Ясмін Вер    | Чо Юнчун Хісамацу Сіно                | 6–2, 6–2 |
|                            |                                       |          |